# Kevin McDonald
Kevin David McDonald (Carnoustie, 4 de Novembro de 1988) é um futebolista escocês, que atua como defensor.

## Carreira

### Dundee
Kevin David McDonald se profissionalizou no Dundee, em 2005 como uma promessa do clube escocês. ele chegou a ter uma proposta de 75 mil libras do Celtic FC, em 2006, que foi rejeitada pelo Dundee. No clube atuou até 2008

### Burnley
Em 2008, assinou com Burnley FC, num acordo de £500,000 de libras.

## Títulos
Fulham
- EFL Championship play-offs: 2017–18[2]